# Pueblo vai
El pueblo Vai actualmente se concentra entre el valle bajo del río Moa, distrito de Pujehun (Sierra Leona), hasta el río Lofa y la región de Grand Cape Mount en Liberia. Se estima que esta etnia agrupa unas 212.000 personas, distribuidas mayoritariamente en Liberia (189.000) y un grupo menor en Sierra Leona (23.000).
Hablan la lengua vai, de origen mandé con escritura desde el siglo XIX (silabario vai), identificada con el código ISO 15924 vaii. En su forma normalizada actual cuenta con más de 200 símbolos.
El pueblo Vai también es conocido como Vei. La etnia Kono-Vai fue su cultura antecesora hasta que en el siglo XV, Kono y Vai se dividieron en su tránsito migratorio y pasaron a ser dos grupos diferentes.
El pueblo Vai estuvo implicado en el tráfico esclavista durante los siglos XVII y XVIII, principalmente vinculados a traficantes portugueses. A diferencia de la mayoría de los pueblos nativos, mantuvieron buenas relaciones con los colonos américo-liberianos durante la instalación de las colonias en siglo XIX.
Practican la agricultura de subsistencia, principalmente dedicada al arroz. Complementan con jengibre, café y cacao. Tienen buena reputación como carpinteros y tejedores.

## Historia
Por lo menos hasta el siglo XV formaban parte del grupo mandé que habitaba la región de Sakaran, al sur de Malí. A finales del siglo XV guiados por clanes kamara abandonaron al grupo mandé y formaron un nuevo grupo llamado Kono-Vai. Juntos emigraron en dirección a los valles del río Meli, en el noreste de Sierra Leona. Un grupo Kono-Vai se asentó en el valle medio-alto del río Meli y pasó a llamarse Kono. Otro grupo siguió su emigración hacia la costa atlántica siguiendo los cauces de los ríos Mano y Moa. Ambos grupos quedaron separados por la ocupación de los Mande de territorios intermedios que impidieron a los Kono-Vai mantenerse comunicados. Eso generó una identidad y cultura distinta en cada comunidad. El grupo costero desde entonces pasó a identificar sólo como Vai.
Aparentemente estas migraciones de grupos de origen mande, especialmente los vai, estuvieron vinculadas a la apertura de rutas comerciales entre  la costa atlántica con la naciente del río Níger. El comercio de sal, pescado seco y otros productos acrecentó el prestigio de esta comunidad y consolidó la lengua vai como lengua franca comercial. Tras asentarse en la costa tomaron contacto y se mezclaron con otros grupos nativos de lengua mel y die.
Según la tradición la separación definitiva de los vai del pueblo kono estuvo liderada por Kamala el Joven, Fangoloma y Kiatamba,  quienes alcanzaron el mar cerca del lago Pisu (Robersport), donde organizaron a los vais. En 1460 tomaron contacto con tripulaciones portuguesas que navegaban por las rutas comerciales de la antigua región de Guinea. Los portugueses, sorprendidos por la importancia de sus aves de corral, les dieron el nombre de gallinas. El nombre Gallinas también identificó al río Moa.
Durante los siglos XVII y XVIII se dedicaron al tráfico esclavista en alianza con mercaderes portugueses. A finales del siglo XVIII surgió el estado esclavista de Kondo, en la frontera con los Vai, hecho que aumentó la participación del pueblo vai en el mercado triangular. En el siglo XVIII se instaló en su territorio la colonia de Monrovia (1821), con libertos traídos de los Estados Unidos. A diferencia de la mayoría de los pueblos nativos, los vai colaboraron con los colonos. En 1862 Inglaterra ocupó parte del territorio vai, quitándoselo a Liberia y anexionándolo a Sierra Leona.

## Religión

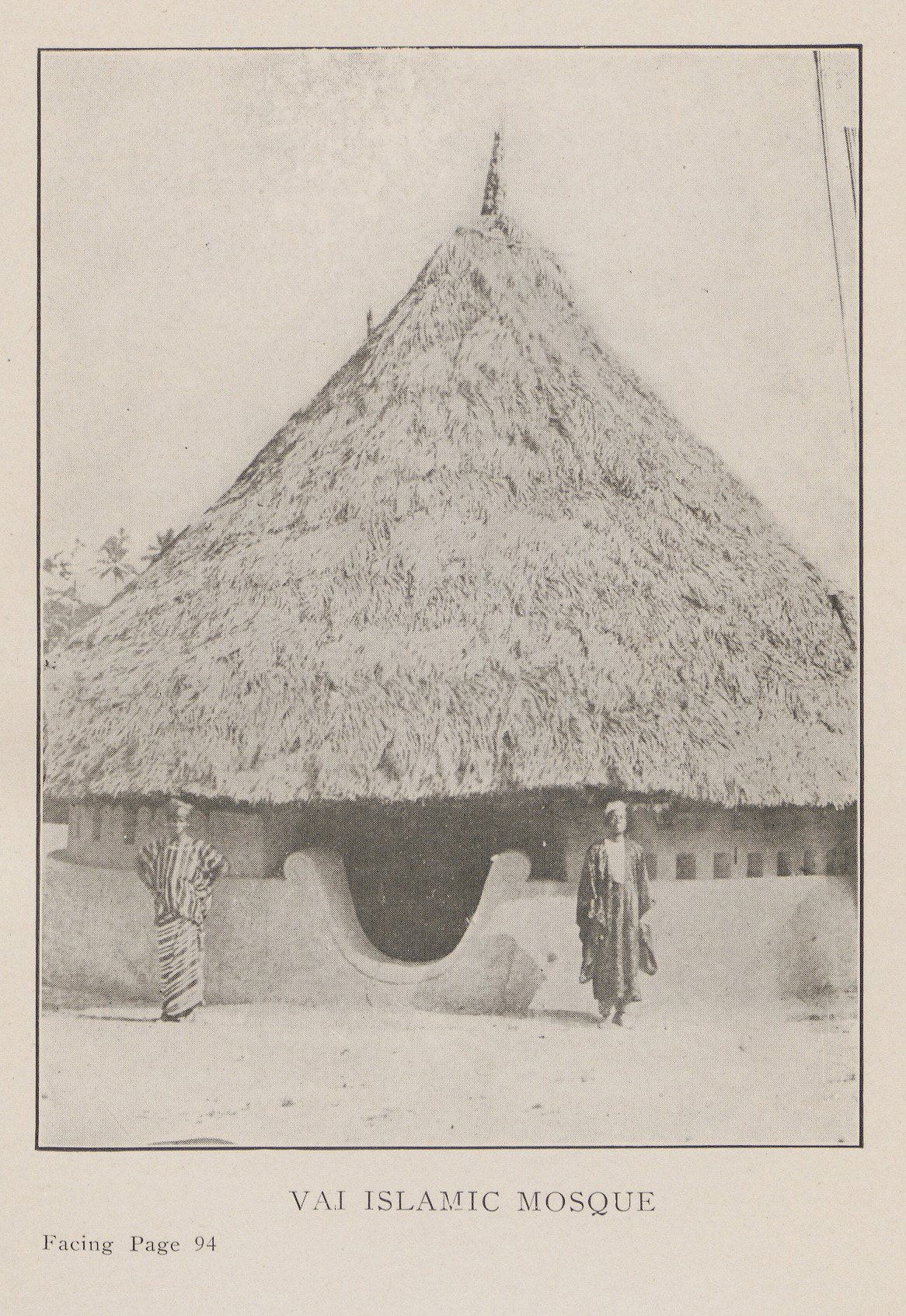
Mesquita del pueblo vai a principios del siglo XX

El estrecho contacto con la cultura occidental medró las tradiciones culturales y religiosas de los vai. La mayoría se convirtió al islam (75%) y un pequeño grupo al cristianismo (8%). Las máscaras ceremoniales son el último vestigio de la tradición animista. Representan espíritus protectores de las mujeres de la comunidad. Su utilización está ligada a rituales iniciáticos que preparan a las jóvenes para la futura maternidad.